# Ondata di freddo dell'inverno 1709
L'inverno del 1709 fu una stagione di freddo eccezionale in Europa. Si ritiene sia stato l'inverno più freddo degli ultimi 500 anni in Europa. Nel Regno Unito venne chiamato Great Frost (in inglese "grande gelo") e in Francia Le Grand Hiver, e può essere paragonato, in tempi storici, solo agli inverni del 1407 e 1408.
Il 1709 è anche un anno contenuto all'interno del minimo di Maunder (1645-1715), un periodo di tempo durante il quale le macchie solari divennero estremamente rare. Un rapporto di causa-effetto tra la bassa attività delle macchie solari e gli inverni più freddi è però ancora oggetto di discussione.

## Dinamica e svolgimento
Nel dicembre 1708 il freddo si impadronì della Russia, portando un gelo inusuale anche per tali regioni. Poi si venne a formare un intenso Anticiclone Termico Russo, fenomeno divenuto più raro negli ultimi anni. Nella notte dell'Epifania, tra il 5 e il 6 gennaio 1709, irruppe tenacemente in Europa.
Ne conseguì un evento di portata eccezionale, che colpì in particolar modo l'Europa Centrale e Mediterranea, ma quasi nessuna area del Vecchio Continente venne risparmiata (probabilmente solo la Scandinavia, in un secondo momento, riuscì a rimanere isolata dall'onda gelida, poiché divenne sede dell'anticiclone): in poche ore si gelarono fontane, pozzi, rivi e anche piccoli laghi, vi furono abbassamenti repentini fino a −20 °C, anche le regioni meridionali furono colpite duramente.
In breve ghiacciarono tutti i fiumi europei, compresa la Senna, il Rodano e pure l'Ofanto; stessa sorte toccò a laghi e lagune: il lago di Garda venne attraversato da carri pesanti, unica volta nella storia, così come pure la Laguna Veneta; nemmeno il mare fu risparmiato e le navi rimasero intrappolate nei ghiacciati porti mediterranei come quelli di Genova e Marsiglia; gelò addirittura la foce del Tago a Lisbona. A titolo di esempio:
- a Roma tra il 6 e il 24 gennaio nevicò 13 volte, in Pianura Padana cadde 1 metro e mezzo di neve e si raggiunsero temperature eccezionali;
- a Parigi −23,1 °C nel centro e −25/−26 °C nei sobborghi e per 10 giorni non si salì mai sopra −10 °C con minime sui −20 °C;
- a Venezia −17,5° [5] con forte bora;
- a Berlino −29,4 °C e nelle campagne intorno −35 °C e la media del mese fu −13,2 °C [6], con svariate giornate dove non si superarono i −20 °C.

Con un simile gelo le piante non resistettero: si seccarono tutti gli ulivi e gli altri alberi da frutto e addirittura intere foreste, dato che neppure gli alberi di specie spontanee erano resistenti a una simile condizione. In Emilia-Romagna giunsero a seccare gli alberi di melo, susino, noce e ciliegio, piante che generalmente resistono fino a temperature di −40 °C. Una dubbia misurazione di −36 °C a Faenza (probabilmente registrata nei dintorni) sembrerebbe confermare tali valori. Si ipotizza che una massa d'aria a −22 °C a 850 hPa (circa 1 450 metri di altezza) sia entrata stabilmente nella Pianura Padana (nel 1985 ne arrivò una a −15 °C con −16/−17 °C a nord-est, tra l'altro con durata nettamente inferiore) e valori nettamente inferiori ai −10 °C a 850 hPa siano arrivati fino all'estremo Sud con punte estese di −14/−16 °C, sempre a tale quota, tanto quanto basta per misurare giornate di ghiaccio anche sulle coste tirreniche, oltre che su quelle adriatiche (oltretutto in quel periodo le isole di calore urbano, causate da cementificazione, urbanizzazione e antropizzazione, non erano come quelle attuali ed erano molto meno estese, in alcuni luoghi quasi non esistevano affatto).
A fine mese, dopo il 26 gennaio, vi fu una risalita, accentuata in Francia: a Parigi piovve, sebbene si trattasse di pioggia fredda; la Laguna Veneta si liberò dal gelo completo il 29 gennaio (rimasero però dei pezzi di ghiaccio galleggianti). A inizio febbraio tornò il gelo, molto forte, anche se non ai livelli di gennaio; gelarono tuttavia molti fiumi e laghi che si erano temporaneamente liberati. Continuò fino a marzo e, nelle regioni a Nord, fino ad aprile (in questo mese il mar Baltico era ancora congelato), anche se vi furono molte riprese successive; in Germania vi furono notizie di gelate fino a inizio luglio. A Berlino febbraio ebbe una media di −6,9 °C con una punta di −26 °C; marzo una media di 0,2 °C, ma si contarono ben ventidue minime sotto lo 0 °C. L'inverno, se consideriamo l'intero trimestre dicembre (media di −4,5 °C), gennaio e febbraio ebbe la media di −8,2 °C, il più freddo da quando iniziarono le misurazioni nel 1701, seguito dal 1829-30, con −6,6 °C.

## Carestia
L'ondata di freddo provocò una grave carestia (grande famine) di cui si hanno dati precisi per la Francia. Secondo lo storico Emmanuel Le Roy Ladurie questa carestia avrebbe causato la morte di circa 600 mila francesi, circa il 3% della popolazione dell'epoca, nonché la crisi finanziaria del 1709. 